# 中国とモルディブの関係
中国とモルディブの関係（簡体字中国語: 中国－马尔代夫关系、英語: China–Maldives relations）は、中華人民共和国とモルディブの両国関係を指す。中国は在マレ大使館を所有しており、モルディブは2009年に開設した在北京大使館を所有している。外交関係は1972年に樹立された。

## 要人往来
2011年5月、全国人民代表大会常務委員会委員長で政治局常務委員の呉邦国がモルディブを訪問した。
2012年10月、中国共産党中央政治局常務委員の李長春がモハメド・ワヒード・ハサン大統領を訪問した。李委員は「モルディブの社会経済成長の促進及び同国のインフラ開発・人材開発支援の能力について、中国は引き続き援助を提供していく」と語った。
2014年9月、国家主席で中国共産党中央委員会総書記の習近平がアブドゥラ・ヤミーン大統領を訪問した。

## インドとの関係に及ぼす影響
インド政府はモルディブにおける中国の影響力の増大について懸念を表明しており、その懸念には中国がマラオに軍事基地を建設しようとする意図が含まれる。
中国とモルディブは合同海洋観測所の建設を発表したが、この観測所は中国の軍事用途に使われるであろうとインド政府とモルディブ民主党は主張している。